# Didier Choupay
Didier Choupay, né le 1er mai 1963, est un joueur de pétanque français.

## Biographie
Il est droitier et se positionne en tireur.

## Clubs
- 1982 : Claye Souilly (Seine-et-Marne)
- 1983-1984 : Conches (Seine-et-Marne)
- 1985-1991 : Pétanque Briarde (Seine-et-Marne)
- 1992-2013 : Star Master's Pétanque Club de Barbizon (Seine-et-Marne)
- 2014- : L'Académie des Petits Bouchons Itteville (Essonne)

## Palmarès[1],[2]

### Séniors

#### Championnats du Monde
Champion du monde
- Triplette 1985 (avec Alain Bideau et Patrick Lopeze) :  Équipe de France
- Triplette 1988 (avec Christian Fazzino et Daniel Voisin) :  Équipe de France 2
- Triplette 1989 (avec Christian Fazzino et Daniel Voisin) :  Équipe de France 3
- Triplette 1994 (avec Alain Bideau et Michel Loy) :  Équipe de France
- Triplette 1998 (avec Michel Briand, Christian Fazzino et Philippe Quintais) :  Équipe de France

Troisième
- Triplette 1991 (avec Daniel Voisin et Christian Fazzino) :  Équipe de France

#### Jeux mondiaux
Vainqueur
- Triplette 1989 (avec Christian Fazzino et Daniel Voisin) :  Équipe de France

#### Coupe d'Europe des Clubs
Vainqueur
- 2005 (avec Nathalie Le Bourgeois, Michel Loy, Stéphane Le Bourgeois, Éric Sirot, Charles Weibel et Alain Bideau (coach)) : Star Master's Pétanque Club de Barbizon

#### Championnats de France
Champion de France
- Triplettes 1985 (avec Alain Bideau et Patrick Lopeze) : Pétanque Briarde
- Triplettes 1994 (avec Alain Bideau et Marc Chagot) :  Star Master's Pétanque Club de Barbizon
- Triplettes 1996 (avec Michel Loy et Patrick Milcos) :  Star Master's Pétanque Club de Barbizon
- Doublettes mixtes 2002 (avec Nathalie Sirot) :  Star Master's Pétanque Club de Barbizon

Finaliste
- Tête à Tête 1986 : Pétanque Briarde
- Tête à Tête 1987 : Pétanque Briarde
- Triplette 1995 (avec Alain Bideau et Marc Chagot) : Star Masters Barbizon
- Doublette 1998 (avec Michel Loy) : Star Masters Barbizon
- Doublette 1999 (avec Michel Loy) : Star Masters Barbizon

#### Coupe de France des clubs
Vainqueur
- 2007 (avec Nathalie Sirot, Frédérique Labat, Michel Loy, Stéphane Le Bourgeois, Jean-Pierre Le Lons, Eric Sirot et Charles Weibel et Claude Valois (coach)) : Star Master's Pétanque Club de Barbizon

Finaliste
- 2005 (avec Nathalie Le Bourgeois, Michel Loy, Stéphane Le Bourgeois, Éric Sirot, Charles Weibel et Alain Bideau (coach)) : Star Master's Pétanque Club de Barbizon

#### Masters de pétanque
Vainqueur
- 2000 (avec Michel Loy et Eric Sirot)

Finaliste
- 2002 (avec Michel Loy, Eric Sirot et Pascal Miléi)
- 2003 (avec Michel Loy, Eric Sirot et Frédéric Foni)

#### Millau

##### Mondial de Millau (1993-2002)
Finaliste
- Triplette 2000 (avec Eric Sirot et Michel Loy)

#### EuroPétanque de Nice
Vainqueur
- Triplette 2003 (avec Michel Loy et Eric Sirot)
- Triplette 2004 (avec Michel Loy et Eric Sirot)

#### Autres titres

##### Trophée PétanqueCanal+
Vainqueur
- Triplette 1999 (avec Michel Loy et Michel Briand)

Bol d'Or International de Genève
Vainqueur
- 1992 : Groupe France (avec Michel Schatz, Philippe Quintais et Georges Simoes)
- 2002 : Groupe du Président (avec Michel Loy, Charles Weibel et Damien Hureau)